# Pauroplus analdes
Pauroplus analdes är en mångfotingart som beskrevs av Chamberlin 1945. Pauroplus analdes ingår i släktet Pauroplus och familjen Doratodesmidae. Inga underarter finns listade i Catalogue of Life.